# 북신동
북신동(北新洞)는 대한민국 경상남도 통영시의 행정동이다. 시의 관문에 위치한 도농, 어업복합형 지역으로 통영시의 동 중 유동인구가 가장 많고, 은행, 보험사, 농협·수협·축협 등 금융기관이 가장 많이 몰려 있는 곳이다.

## 개요
북신동은 북문동과 신흥동의 일부로
- 1931년 통영군 통영읍 북신리
- 1955년 9월 1일 충무시 북신동
- 1973년 통영군 용남면 무전리 충무시편입(행정동-북신동)
- 1985년 무전동 분리
- 1995년 1월 1일 도농 복합형 통영시 설치[2]

## 교육
- 유영초등학교
- 충무고등학교